# Lerkrogen

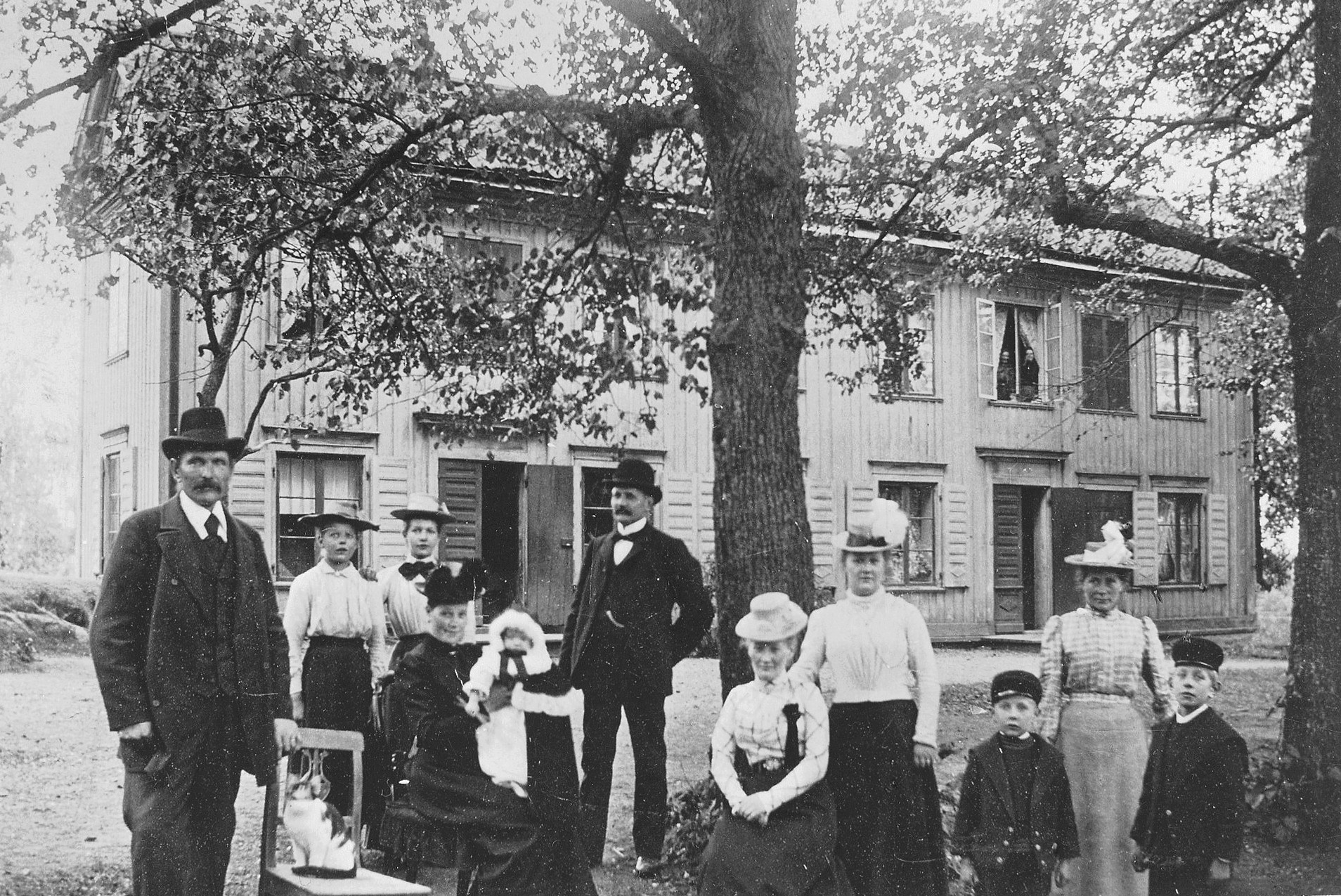
Lerkrogen och boende omkring 1900.

Lerkrogen är en byggnad i Solberga i södra Stockholm. Huset disponeras sedan 1986 av Brännkyrka hembygdsförening och en del av nedervåningen av Hägerstens hembygdsförening. Lerkrogen utgjorde ursprungligen ett torp under Västberga gård. Torpet låg mittemot fattigstugan i dåvarande kyrkbyn i anslutning till Brännkyrka kyrka, omkring 200 meter väster om kyrkan. Den före detta krogbyggnaden nedmonterades i samband med vägbyggen och anläggningsarbetena för Stockholmsmässan år 1968. Byggnaden återuppfördes 1986 nära Älvsjö station.

## Historik

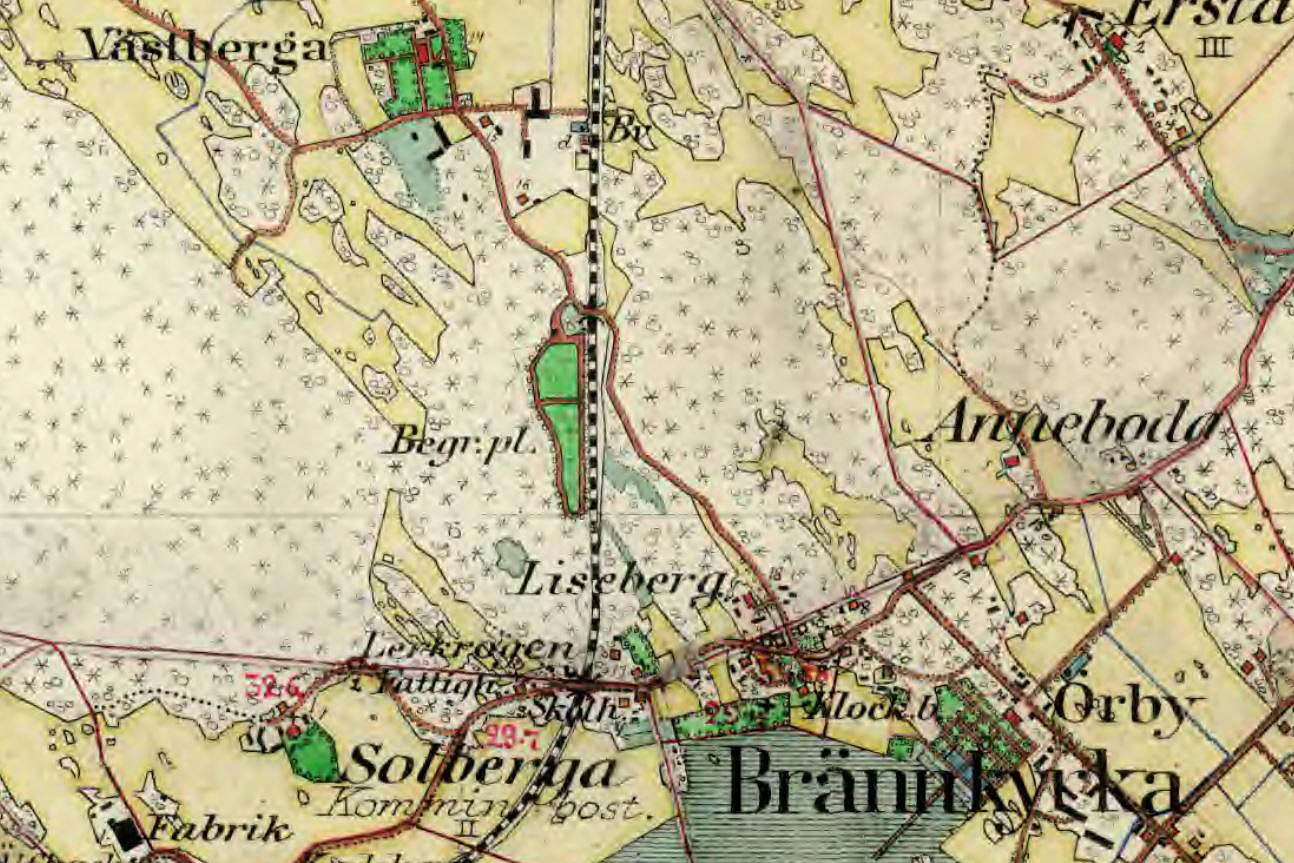
Västberga gård, Lerkrogen och Brännkyrka kyrka, 1901.

År 1661 nämns Västberga-torpet första gången, då som "Lars på krogen", året därpå "Lillkrogen". Det lämpliga läget intill Göta landsväg gjorde att krogrörelse startades redan under 1600-talet. År 1680 finns en krog inlagd på karta, i närheten av Brännkyrka kyrka. Mellan 1689 och 1719 benämns krogen Brännkyrka krog med krögarna Erik, Mats Jansson respektive Jöran Persson. År 1719 tillkommer namnet Lerkrogen, troligtvis i kontrast till den andra krogen på Västberga ägor, Stenkrogen. 
Krogen gick också under namnet Brännkyrkatorp och avsöndrades 1788 från Västberga gård till jordbruksfastighet. Lerkrogen blev omväxlande bostadshus och värdshus. I början av 1800-talet genomfördes en ombyggnad för att kunna ta emot övernattande gäster. Då fick huset sitt nuvarande utseende. För att hålla fönstersymmetrin anordnades några blindfönster. Fastigheten hade därefter en stor mängd ägare samt stundtals oklara ägarförhållanden, och blev föremål för flera tvister. Fastigheten återgick 1901 till Västberga gård och var bebodd ända fram till rivningen 1968.

## Rivning och återuppbyggnad
I samband med byggandet av Åbyvägen och Götalandsvägsviadukten år 1968, nedmonterades byggnaden och förvarades under presenning. På Brännkyrka hembygdsföreningens initiativ och med delvis nya material återuppfördes Lerkrogen i kvarteret Prästgårdstegen vid Götalandsvägen 224 i Älvsjö centrum. På samma tomt fanns redan den så kallade Doktorsvillan eller Villa Elfhem från 1904. Lerkrogens ritningar rekonstruerades av arkitektbyrån på Stockholms fastighetskontor och  invigningen skedde 20 september 1986. Fastigheten ägs av Stockholms Stad och hyrs av Brännkyrka respektive Hägerstens hembygdsföreningar. Idag påminner Lerkrogsvägen, som utgör Västberga industriområdets västra begränsning om den gamla krogen.

### Historiska bilder

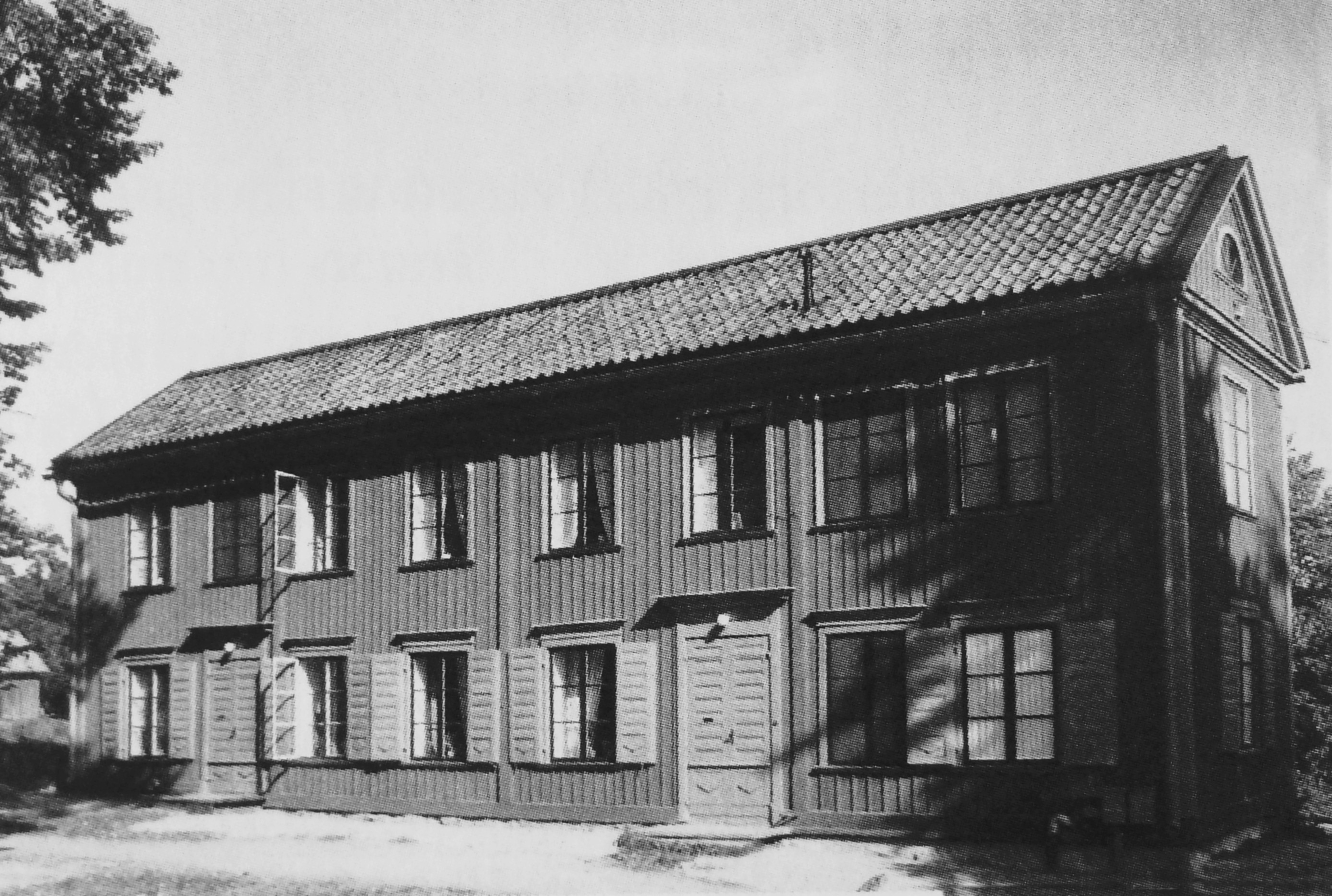
Lerkrogen 1947
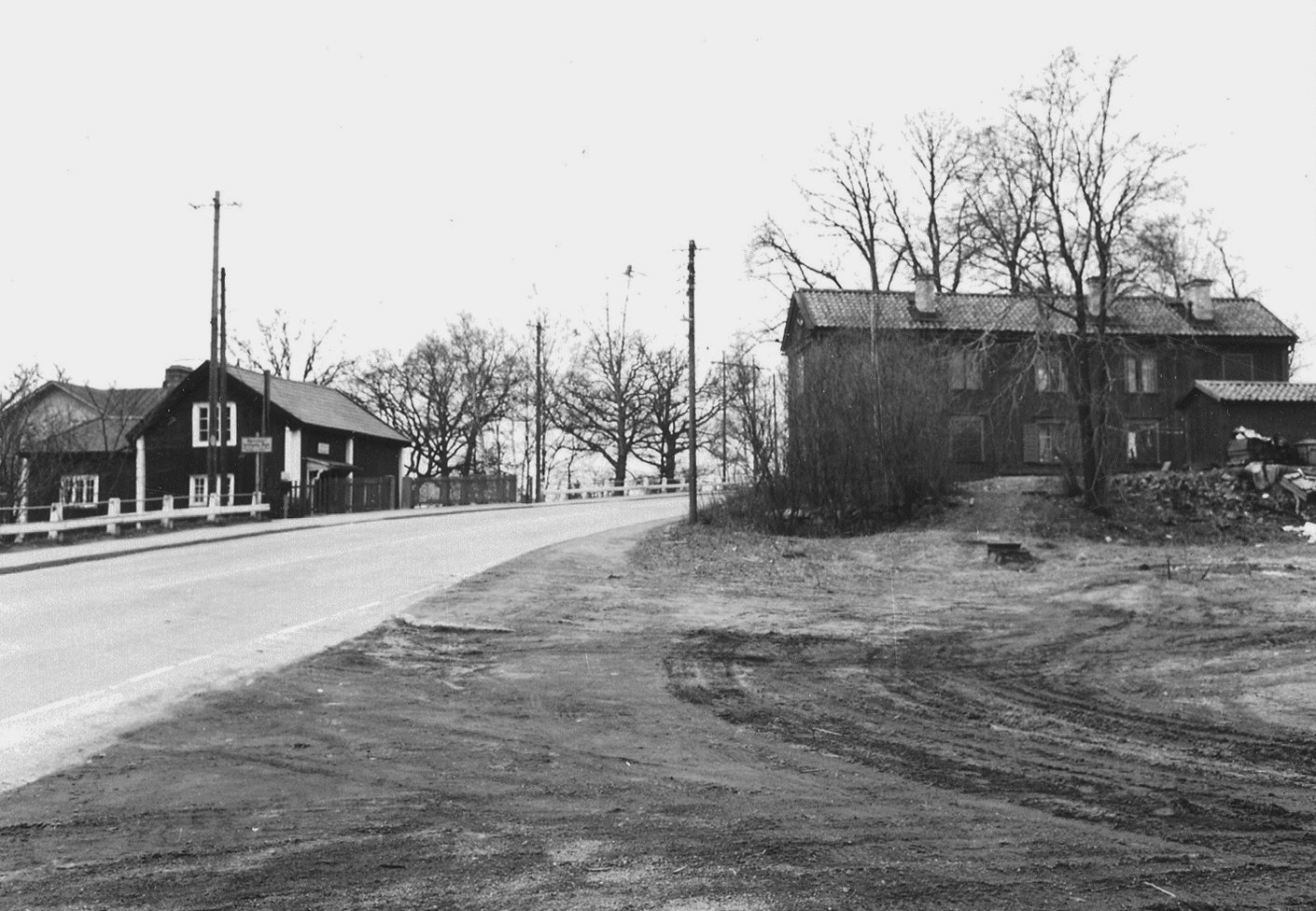
Lerkrogen och landsvägen. Till väster ligger fattigstugan
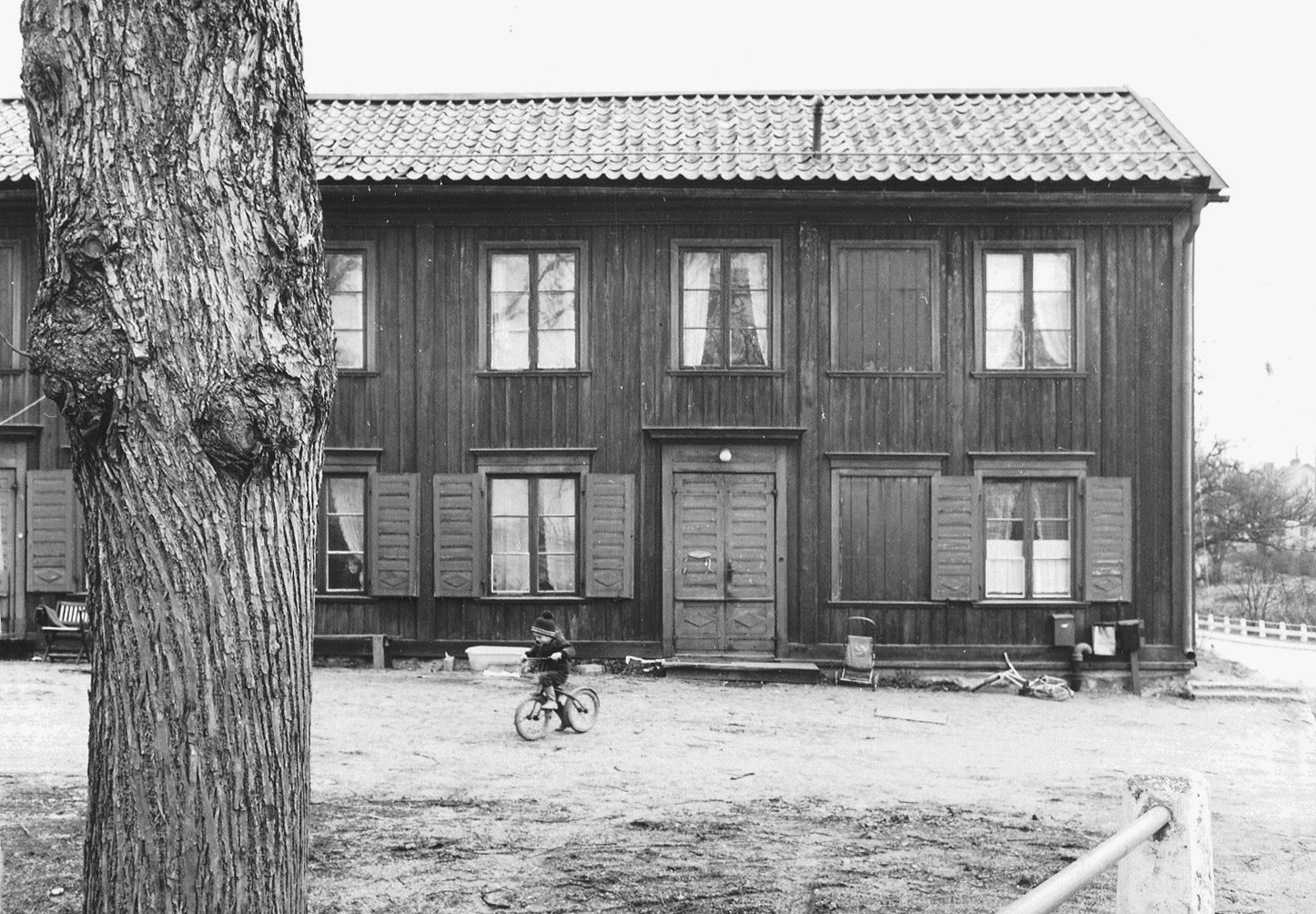
Lerkrogen 1968, fortfarande bebodd
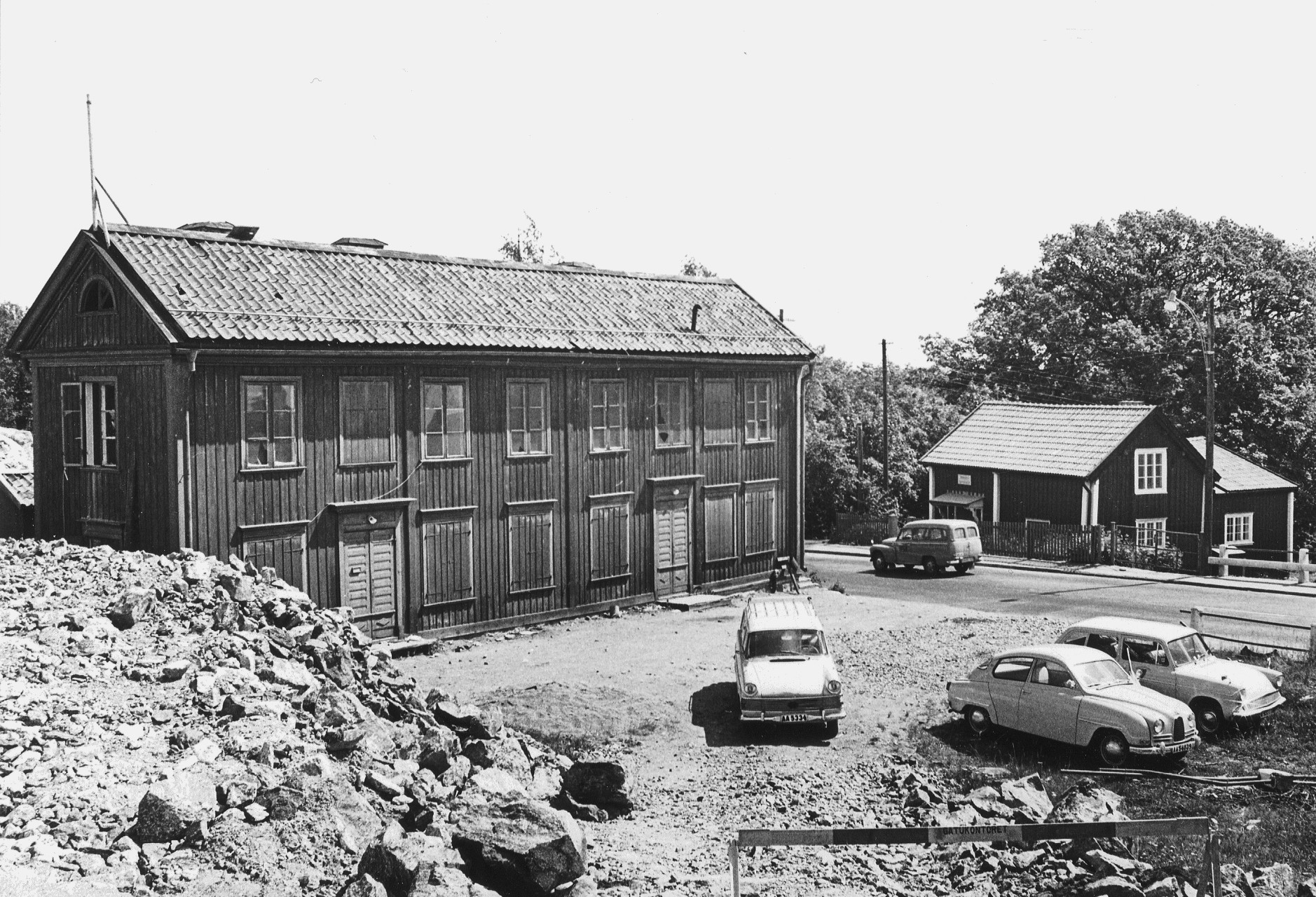
Lerkrogen strax före rivning 1968
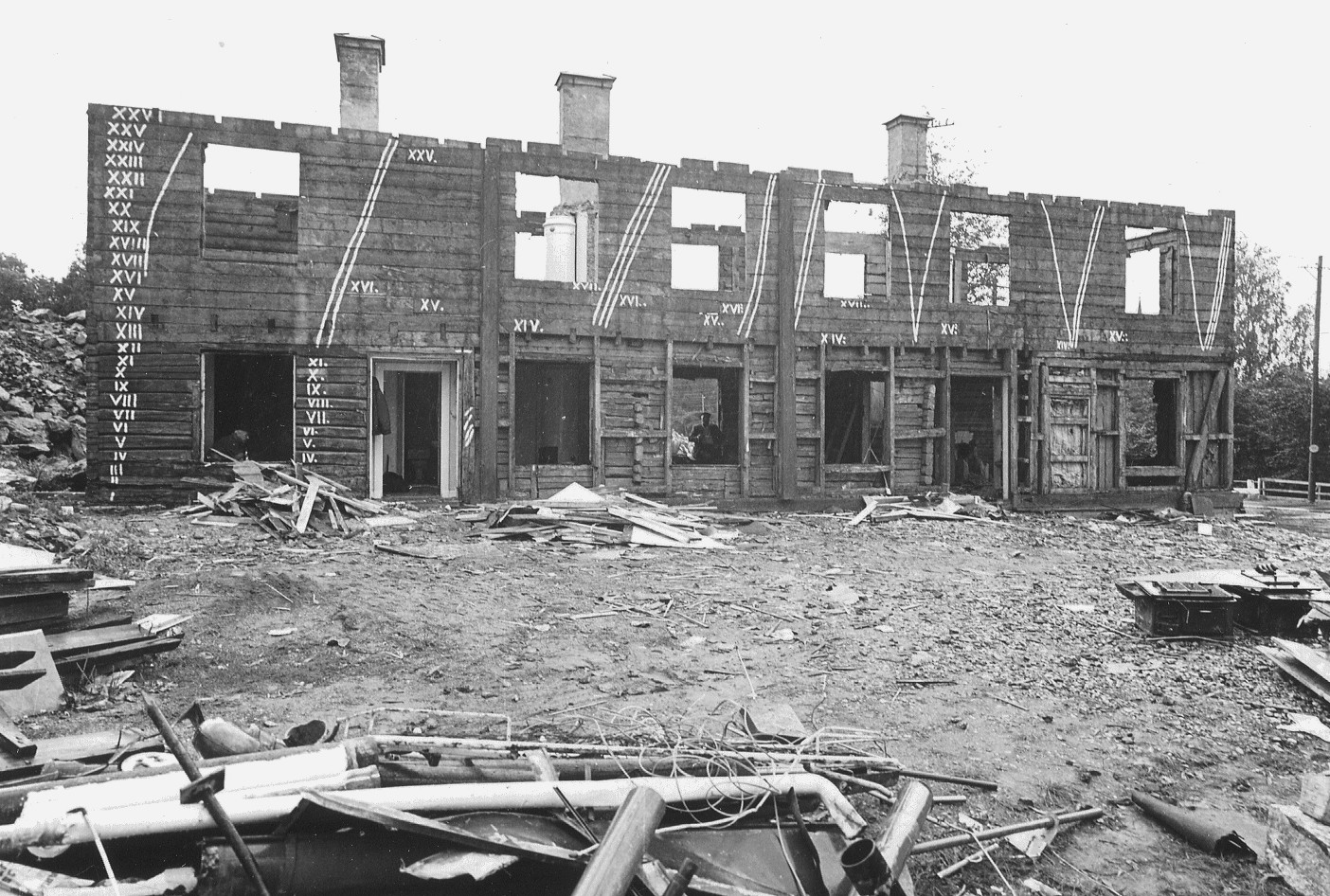
Rivning 1968. Stockarna är uppmärkta

### Nutida bilder

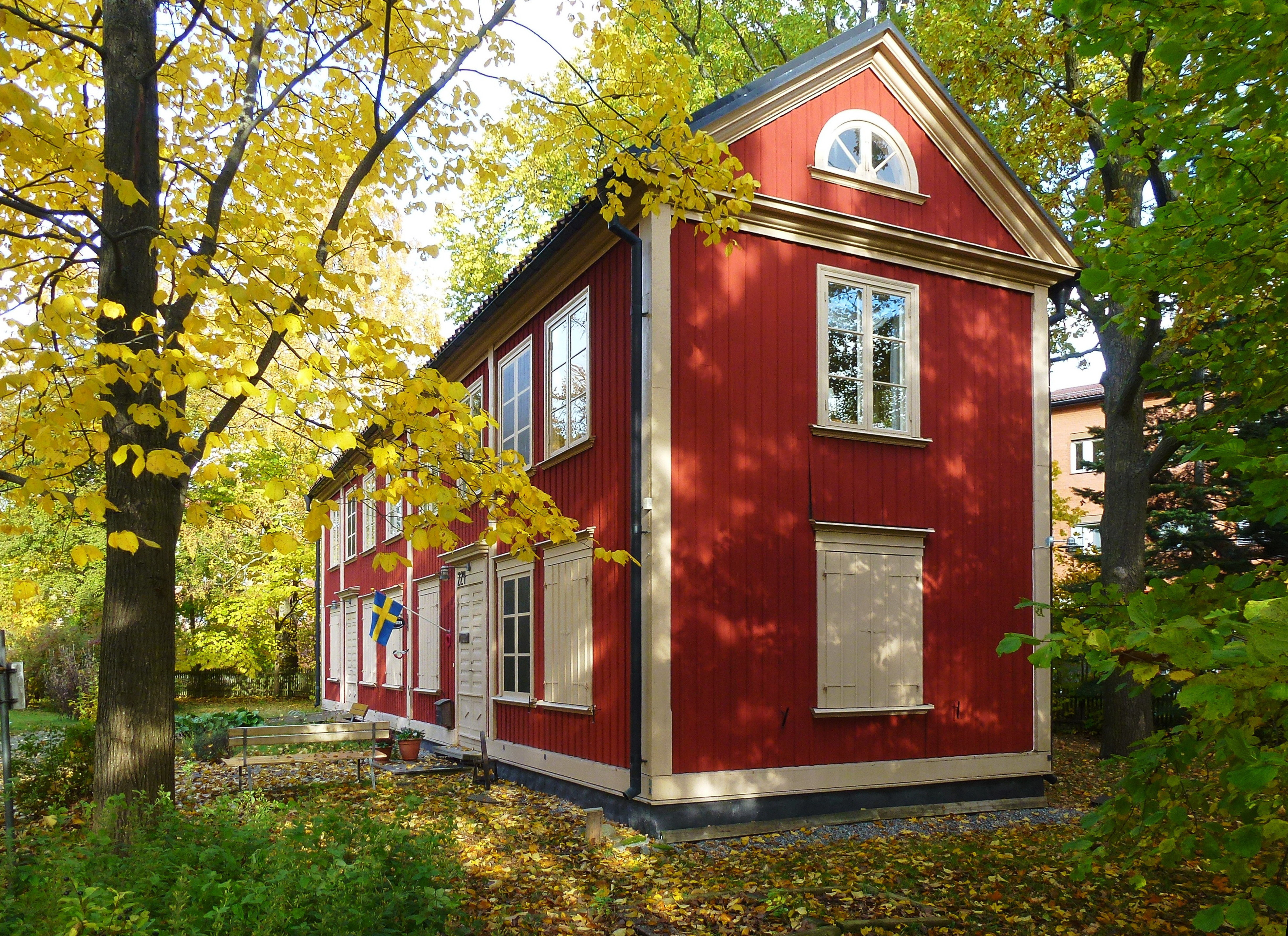
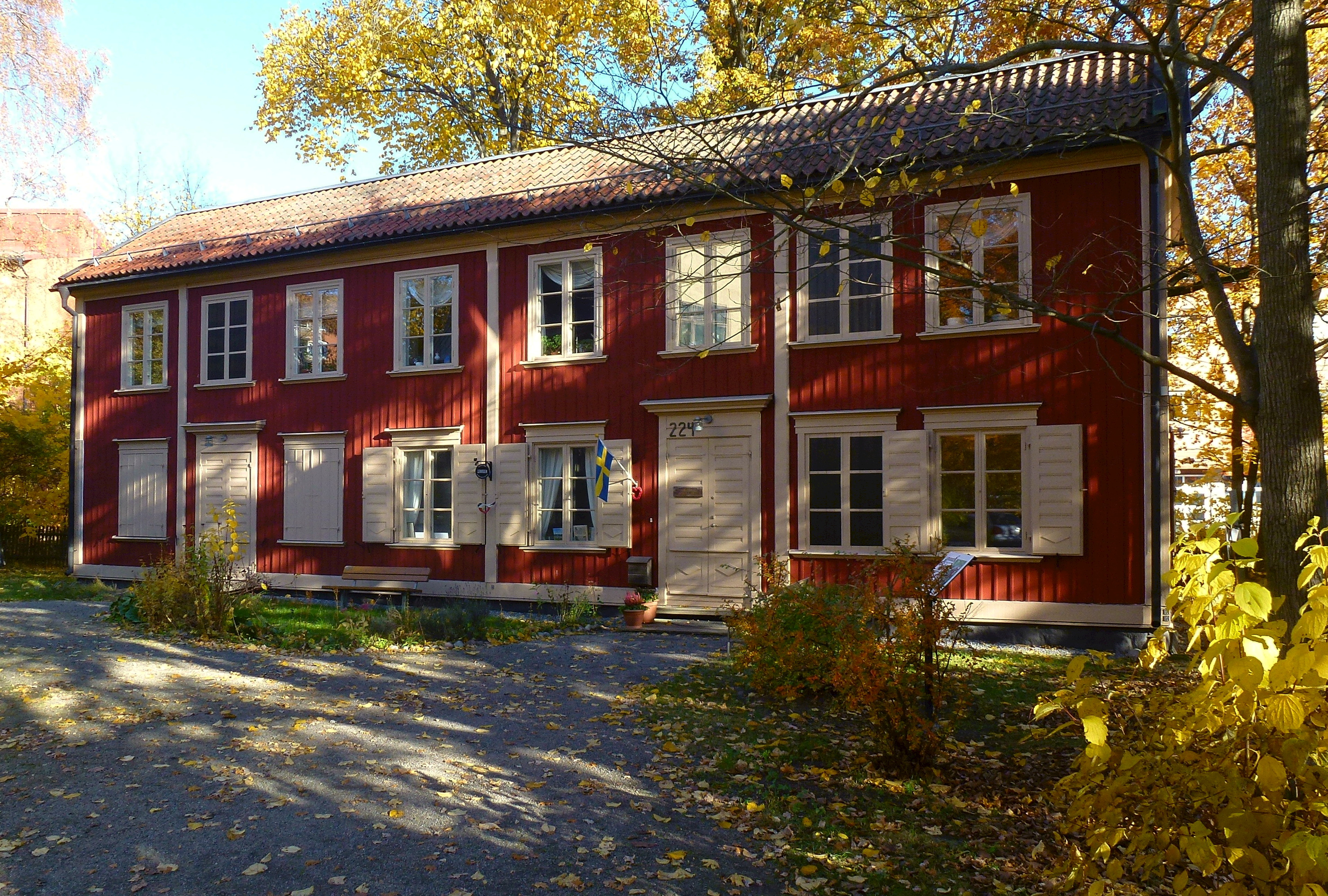
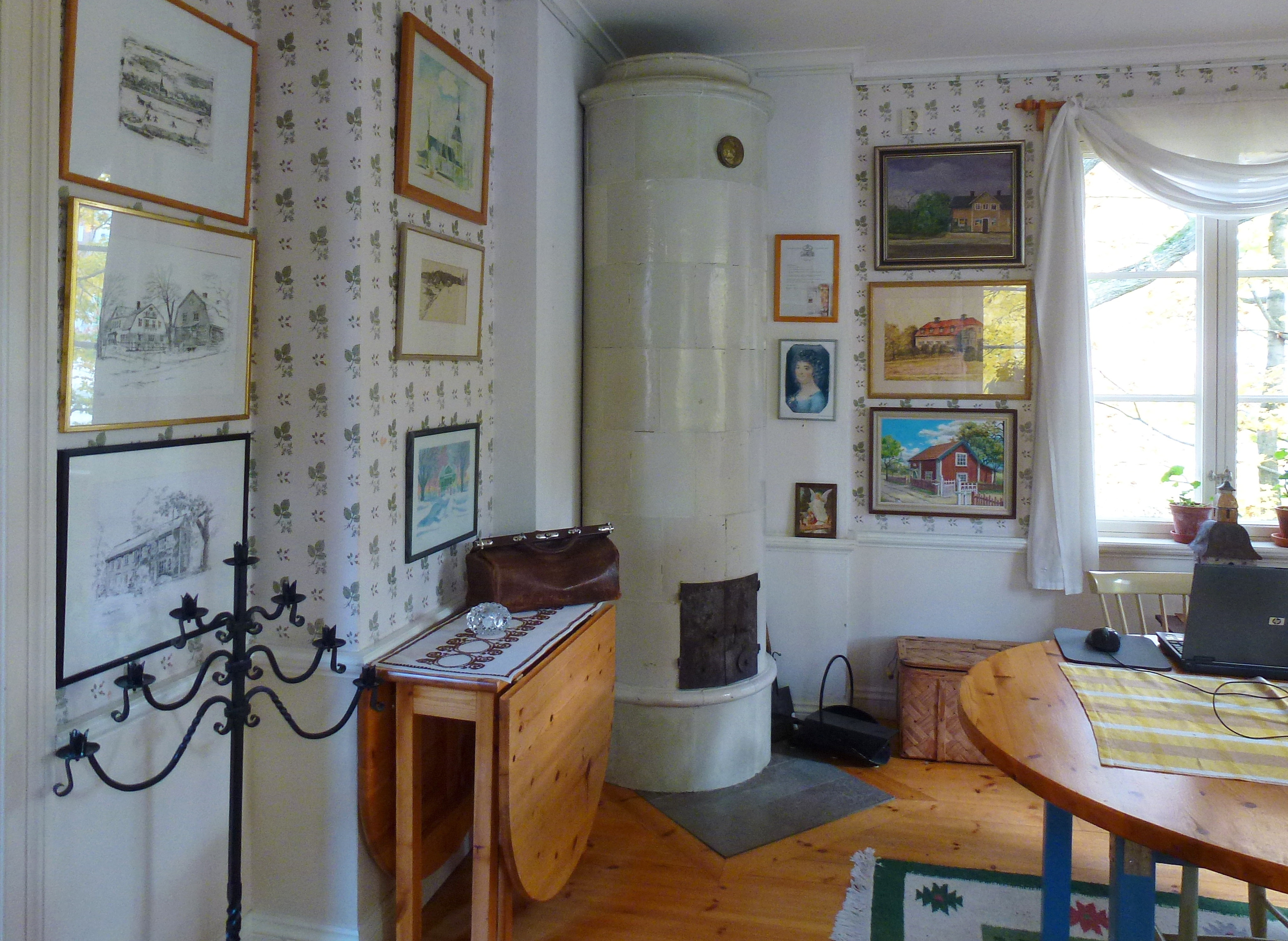
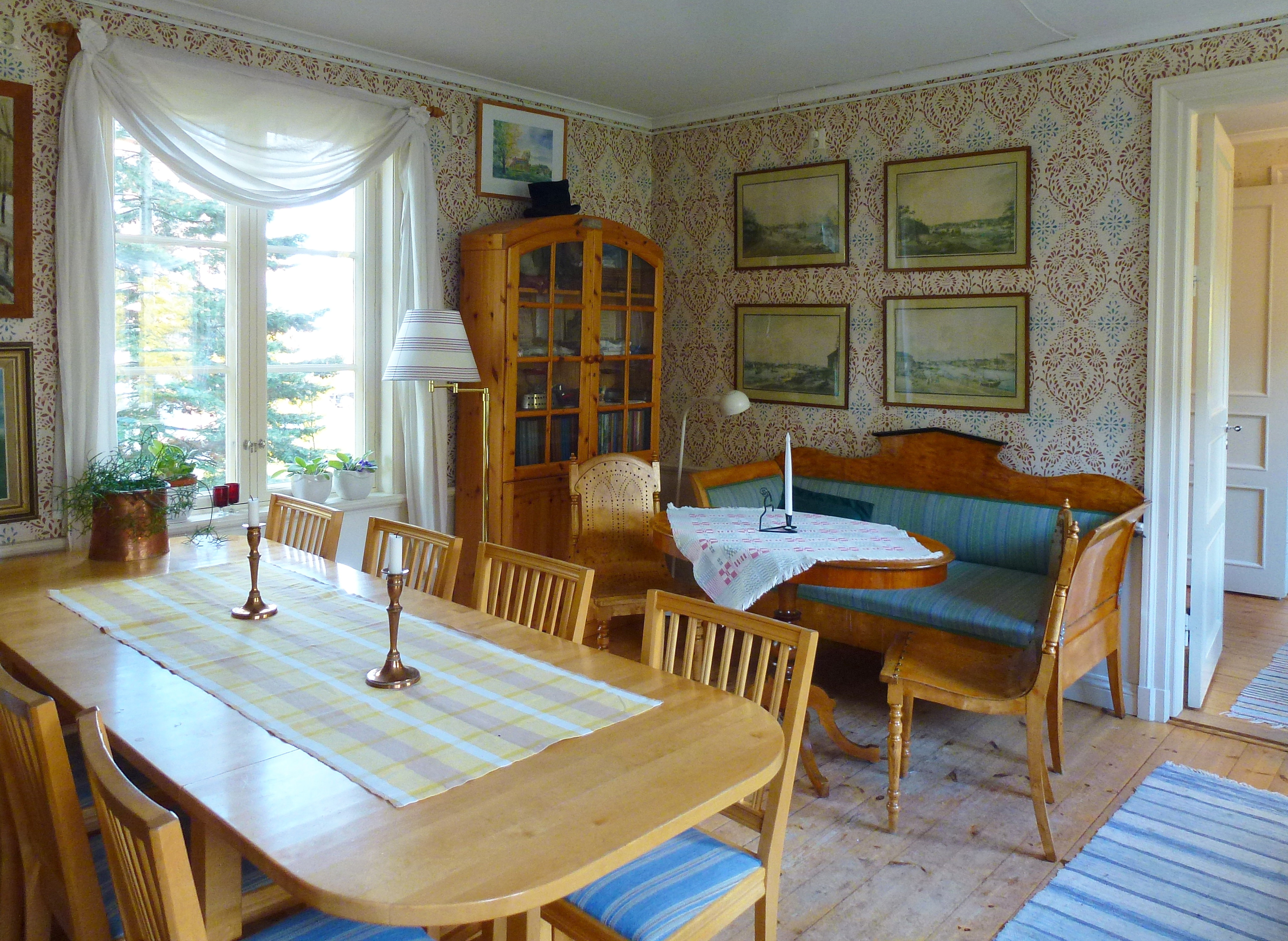
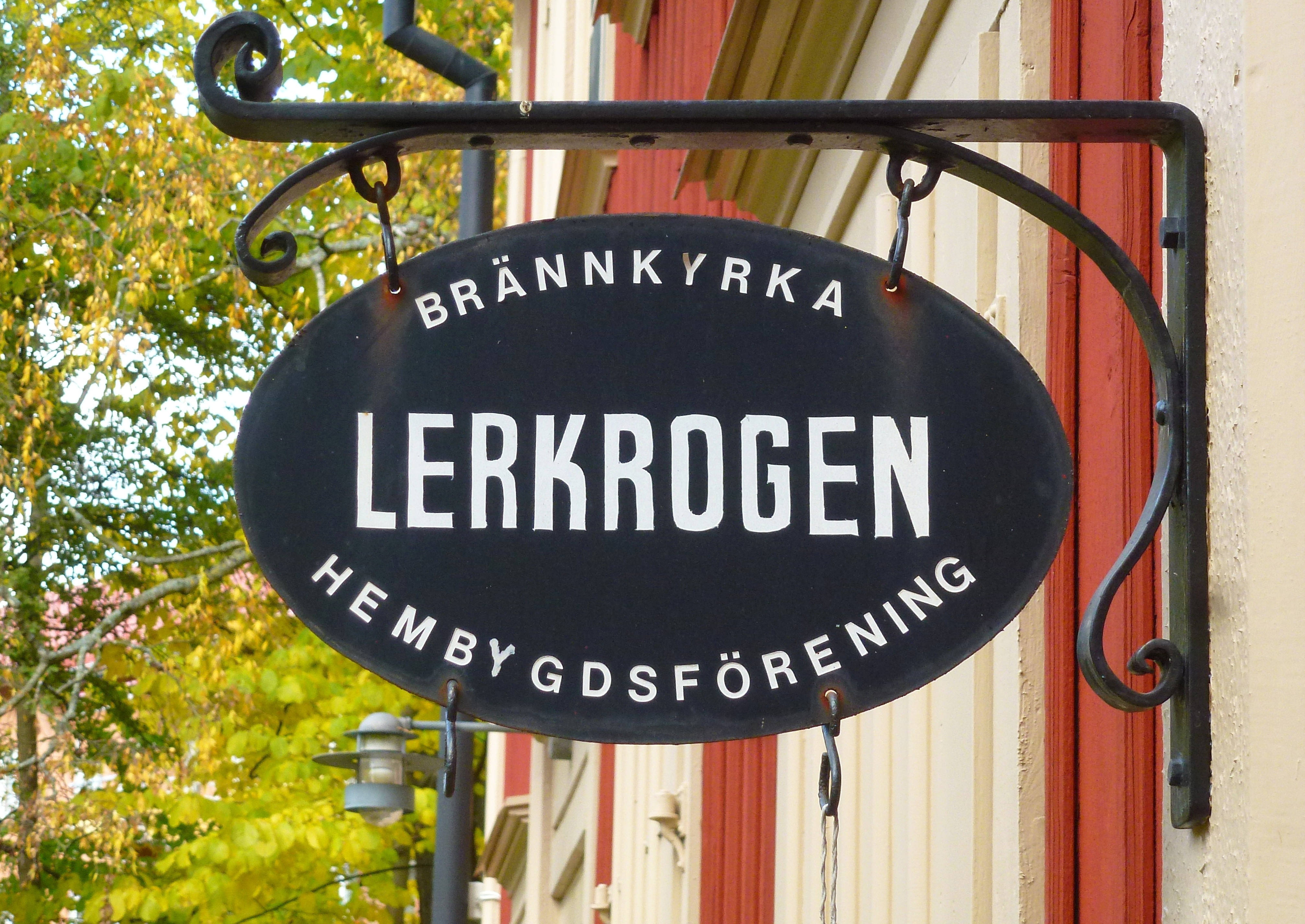

## Älvkvarnsstenen
Alldeles intill huset ligger Älvkvarnstenen, en skålgropssten med cirka 120 "älvkvarnar" (RAÄ-nummer Brännkyrka 134:1).
Den flyttades till Lerkrogen i oktober 1994 och låg ursprungligen i Hästhagen väster om Älvsjö gård.